# Sarton
Sarton je francouzská obec v departementu Pas-de-Calais v regionu Hauts-de-France. V roce 2014 zde žilo 180 obyvatel.

## Poloha obce
Obec leží u hranic departementu Pas-de-Calais s departementem Somme.
Sousední obce jsou: Beauquesne (Somme), Marieux (Somme), Orville, Thièvres a Thièvres (Somme).

## Vývoj počtu obyvatel
Počet obyvatel